# Alan Walker (zenei producer)
Alan Olav Walker (Northampton, 1997. augusztus 24. –), művésznevén DJ Walkzz, norvég zenei producer és DJ. 2017-ben a 17. helyen végzett a DJ Magazine Top 100-as listáján. Legnépszerűbb száma a 2015-ben megjelent Faded (a 2015-es Faded című zenéjének az átdolgozása) amely a Mahasz Stream Top 40 listáján hat hétig az első helyen állt.

## Fiatalkora
Alan Walker édesanyja a norvég Hilde Omdal Walker, apja pedig a brit Philip Alan Walker. Születésekor norvég-brit kettős állampolgárságot kapott. Kétéves korában szülei úgy döntöttek, hogy elköltöznek a norvégiai Bergenbe. Alannek két testvére van; egy nővére, Camilla Joy, aki Angliában született még a költözés előtt, és egy öccse, Andreas, aki már Norvégiában született.

## Pályafutása

### 2012–2015
Walker 2012-ben megtalálta David Whistle egyik zenéjét, ami nagyon megtetszett neki, és később arra is rájött, hogy Whistle hogyan készítette el azt a bizonyos zenét. Elkezdett letöltögetni zeneszerkesztő programokat, amelyekkel az volt a terve, hogy ő is készít egy hasonló kategóriájú zenét. Ugyanebben az évben elég sokan megtekintették a saját készítésű dalait. A YouTube-on keresztül ismerkedett meg a NoCopyrightSounds lemezkiadóval, 2014-ben a Fade, 2015-ben pedig a Spectre és a Force című zenéi jelentek meg itt. Walker számai több mint 800 millió megtekintést értek el pár hónap alatt. 2015. december 4-én jelent meg a Faded című száma, a Fade átdolgozása ami később több mint 3,6 milliárd megtekintést ért el így ez lett a legnézettebb zenéje. Később aláírt egy szerződést MER Musikk-kal, és továbbra is készített dalokat, és ezután sokszor meghívták őt különböző fellépésekre, amelyeknek Walker és családja nagyon örültek.

### 2016
Miután Walker Faded című slágere nagy siker lett, úgy döntött, hogy kilép a középiskolából. Február 27-én Walker fellépett Oslóban, ahol tizenöt slágert is előadott Iselin Solheimmal. Az előadást közvetítették a televízióban is, amelynek Walker rajongói nagyon örültek. Április 7-én Walker részt vett az Echo Awards-on, amely Svédországban volt, de a rajongók meglepetésére Zara Larsson is vele együtt lépett fel, és összemixelték a dalukat, a Faded-et és a Never Forget You-t. Walker a Sing Me to Sleep című számát június 3-án adta ki szintén Iselin Solheim közreműködésével, aki egyébként a Faded című dalt is elénekelte Alan számára. Ezután az Alone című dal került fel Walker számai közé a YouTube-ra december 2-án, amely szintén nagy sikersláger lett. Azóta ez lett a második legnépszerűbb száma több mint 1,3 milliárd megtekintéssel. December 23-án szintén kiadott egy dalt, amely a Routine címet kapta, David Whistle közreműködésével.

### 2017
Walker és Gavin James  egy szintén nagy slágert készített: Alan Walker ft. Gavin James - Tired amely több mint 153 millió megtekintést ért el, május 18-án lett közzé téve. Szeptember 15-én jelent meg a jelenleg harmadik legnépszerűbb száma a The Spectre, a 2015-ben megjelent Spectre című számának az átdolgozása több mint 1,2 milliárd megtekintéssel.

### 2018
Walker elérte a 20 millió követőt, így a világ egyik leghíresebb zenei producerévé vált. Ugyan ebben az évben a Darkside című dalával a DJ Magazine top 100-as lilstáján a 36. helyet érte el. Május 12-én jelent meg közös zenéje K-391-el és Julie Bergan-nal, az Ignite. 2018. december 14-én jelent meg első albuma a Different World, amely 15 számot tartalmaz.

### 2019
Július 20-án kijött a Unity című száma, amit számos rajongóval együtt készítettek (a szám készítésében egy magyar rajongó, Aranyas George (Walker #9715) is részt vett) és vettek fel. A dal négy nap alatt több mint 4 milliós megtekintést ért el, ezzel Walker első olyan száma, amiben rajongók működnek közre. Nagy sikert ért el az év végén, december 27-én megjelent zenéje Ava Max közreműködésével az Alone, Pt. II több mint 371 millió megtekintéssel.

### 2020-2023
2020. Március 6-án jelent meg K-391, Ahrix és Alan közös száma, az End of Time. Szintén ebben az évben jelent meg a World Of Walker című albuma. 2021. November 12-én a Fade, Force és Spectre zenéi törölve lettek a NoCopyrightSounds-ról a szerződés lejárása miatt. 2022-ben fellépett a Sziget Fesztiválon is. 2023. Április 7-én visszatért a NoCopyrightSounds-ra a Dreamer című számával. 2023. Szeptember 28-án jelent meg a Better Off (Alone, Pt. III) című száma Dash Berlin és Vikkstar közreműködésével. Szintén ebben az évben jelent meg a WalkerWorld című albuma is.